# Bellenglise
Bellenglise település Franciaországban, Aisne megyében. Lakosainak száma 379 fő (2022. január 1.). Bellenglise Bellicourt, Lehaucourt, Magny-la-Fosse, Nauroy és Pontruet községekkel határos.

## Népesség
A település népességének változása:
| Lakosok száma | 426  | 479  | 441  | 391  | 382  | 386  | 381  | 378  | 379  | 379  |
|               | 1968 | 1982 | 1990 | 2006 | 2013 | 2015 | 2017 | 2019 | 2020 | 2022 |